# Mediano triacontaedro rómbico
En geometría, el mediano triacontaedro rómbico (o triacontaedro rómbico medio) es un poliedro isoedral no convexo. Es una estelación del triacontaedro rómbico, y también puede llamarse pequeño triacontaedro estrellado. Su dual es el dodecadodecaedro.

## Propiedades

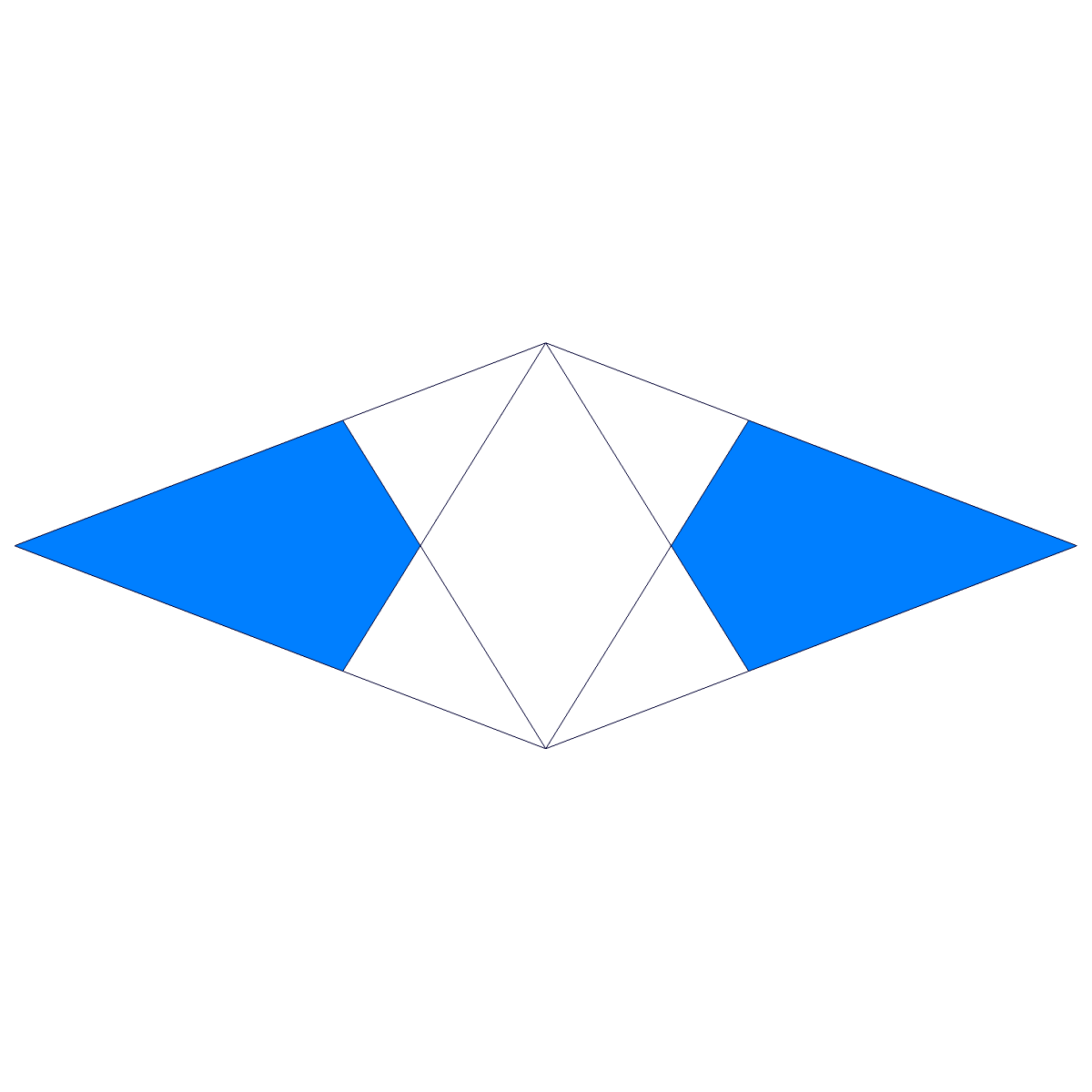
Forma de las caras

Sus 24 vértices están todos en los 12 ejes con simetría quíntuple (es decir, cada uno corresponde a uno de los 12 vértices del icosaedro regular). Esto significa que en cada eje hay un vértice interno y otro externo. La relación entre los radios de los vértices externos e internos es de {\displaystyle \varphi \approx 1.618}, el número áureo.
Tiene 30 caras rómbicas que se cruzan, que corresponden a las caras del triacontaedro rómbico convexo. Las diagonales en los rombos del sólido convexo tienen una razón de 1 a {\displaystyle \varphi }. El sólido se puede generar a partir del convexo estirando la diagonal más corta desde la longitud 1 hasta {\displaystyle \varphi ^{3}\approx 4.236}. Entonces, la razón de las diagonales del rombo en el sólido medio es de 1 a {\displaystyle \varphi ^{2}\approx 2.618}.
Este sólido es al compuesto de pequeño dodecaedro estrellado y gran dodecaedro lo que la envolvente convexa es al compuesto de dodecaedro e icosaedro: las aristas cruzadas en el politopo compuesto son las diagonales de los rombos.
Las caras tienen dos ángulos de {\displaystyle \arccos({\frac {1}{3}}{\sqrt {5}})\approx 41.810\,314\,895\,78^{\circ }} y dos de {\displaystyle \arccos(-{\frac {1}{3}}{\sqrt {5}})\approx 138.189\,685\,104\,22^{\circ }}. Su ángulo diedro es igual a {\displaystyle \arccos(-{\frac {1}{2}})=120^{\circ }}. Parte de cada rombo se encuentra dentro del sólido, por lo que es invisible en los modelos sólidos.
| Triacontaedro convexo y mediano triacontaedro rómbico (ambos mostrados con simetría tetraédrica); y a la derecha el politopo compuesto de los sólidos de Kepler-Poinsot |
| Proyecciones ortográficas de los ejes de 2, 3 y 5 lóbulos de simetría                                                                                                   |

## Teselado hiperbólico relacionado
Es topológicamente equivalente a un espacio cociente del teselado cuadrado de orden-5 hiperbólico, distorsionando los rombos en cuadrados. Como tal, topológicamente es un poliedro regular de índice dos.
Debe tenerse en cuenta que el teselado cuadrado de orden 5 es dual al teselado pentagonal de orden-4, y un espacio cociente del mosaico pentagonal de orden 4 es topológicamente equivalente al dual del mediano triacontaedro rómbico, el dodecadodecaedro.